# Front Woroneski
Front Woroneski (ros. Воронежский фронт) – związek operacyjno-strategiczny Armii Czerwonej utworzony 9 (7?) lipca 1942 roku z części Frontu Briańskiego. Jeden z frontów radzieckich w II wojnie światowej.

## Formowania i walki
Wraz z Frontem Południowo-Zachodnim wykonał w grudniu 1942 przeciwuderzenie na część niemieckiej Grupy Armii Don i nie dopuścił do odblokowania 6 Armii niemieckiej pod Stalingradem.
W 1943 przeprowadził przeciwko niemieckiej Grupie Armii B operację ostrogsko-rossoczańską, w wyniku której okrążono i rozbito 21 dywizji niemieckich. Następnie współdziałał z siłami lewego skrzydła Frontu Briańskiego wykonał operację woronesko-kastorneńską. W wyniku natarcia przeprowadzonego na kierunku kurskimi i charkowskim (8 lutego wyzwolił Kursk, 19 lutego Charków) okrążył i rozbił w rej. Kostornoje 10 dywizji niemieckich.
4–18 marca przeprowadził walki obronne przeciw nacierającej niemieckiej Grupie Armii Południe. Opuścił Charków i wycofał się na linię; Krasnopolje, rej. na płd. od Biełgorodu i wzdłuż lewego brzegu Dońca Siwierskiego, Wołoczańsk, Czugajew.
Uczestniczył w bitwie pod Kurskiem; początkowo w obronie, a od 3 sierpnia razem z wojskami Frontu Stepowego rozpoczął przeciwnatarcie.  W czasie bitwy dowództwo frontu tworzyli następujący oficerowie: dowódca Nikołaj Watutin, szef sztabu S. Iwanow, członkowie rady wojennej Nikita Chruszczow i Łeonid Kornijec oraz szef zarządu politycznego S. Szatiłow.W sierpniu – wrześniu 1943 wspólnie z Frontem Stepowym przeprowadził uderzenie na Kijów i Krzemieńczuk i uchwycił przyczółki na Dnieprze.
20 października 1943 przemianowany na 1 Front Ukraiński.

## Struktura organizacyjna
| Skład                                               | Skład |
| --------------------------------------------------- | --- |
| Skład początkowy                                    | Okresowo                                                                                                  |
| - 6 Armia - 40 Armia - 60 Armia - 2 Armia Lotnicza, | - 4 Armia - 17 Armia - 18 Armia - 24 Armia - 27 Armia - 38 Armia - 47 Armia - 52 Armia - 1 Armia Pancerna |

## Dowództwo frontu
Dowódcy frontu:
- gen. Filip Golikow – do 14 lipca 1942 i w okresie 22 października 1942 – 28 marca 1943.
- gen. Nikołaj Watutin w okresach: 14 lipca – 22 października 1942 i 28 marca – 20 października 1943.